# Stara Wisła (łacha wiślana w Wawrze)

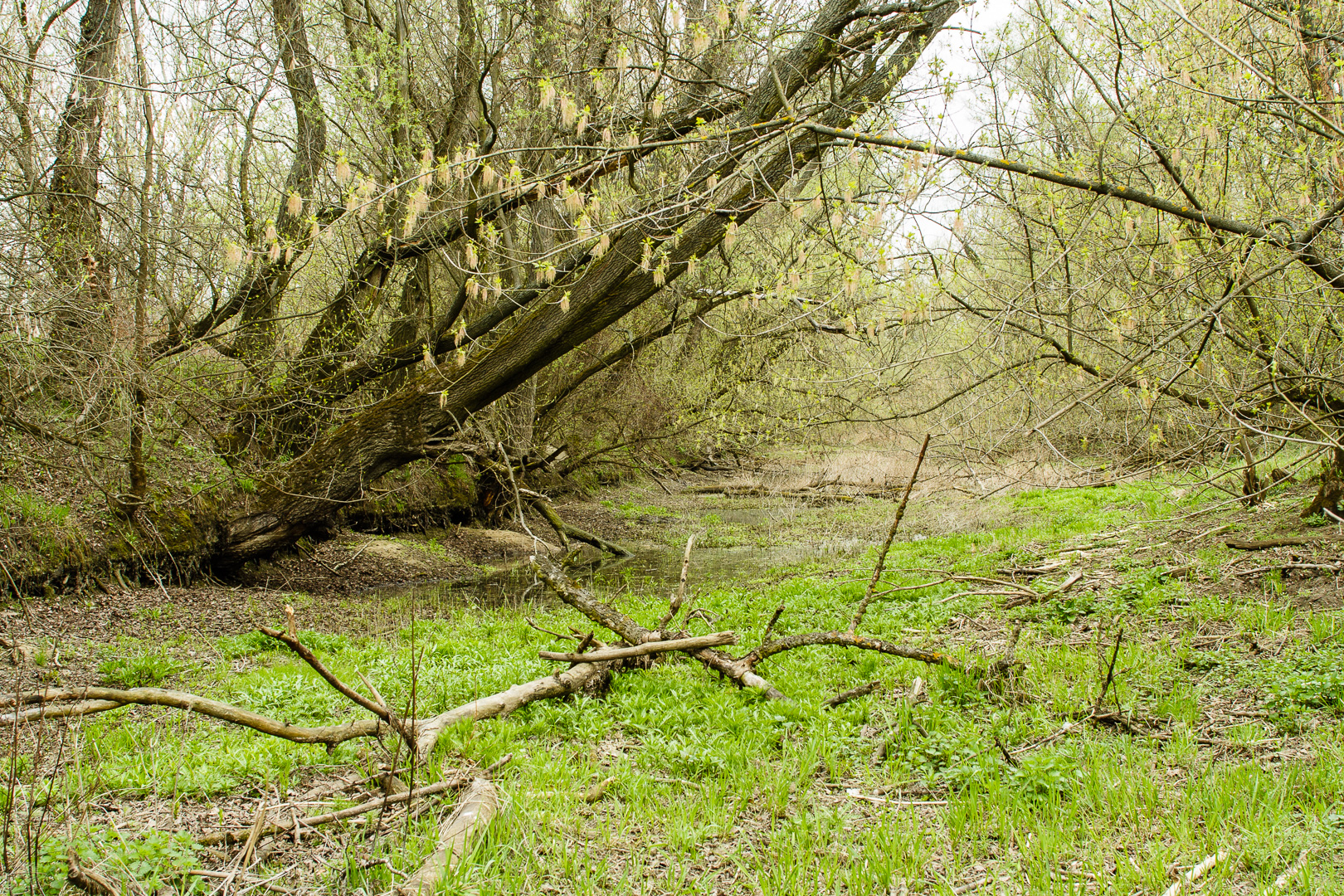
Stara Wisła, Kępa Wieloryb na lewo.

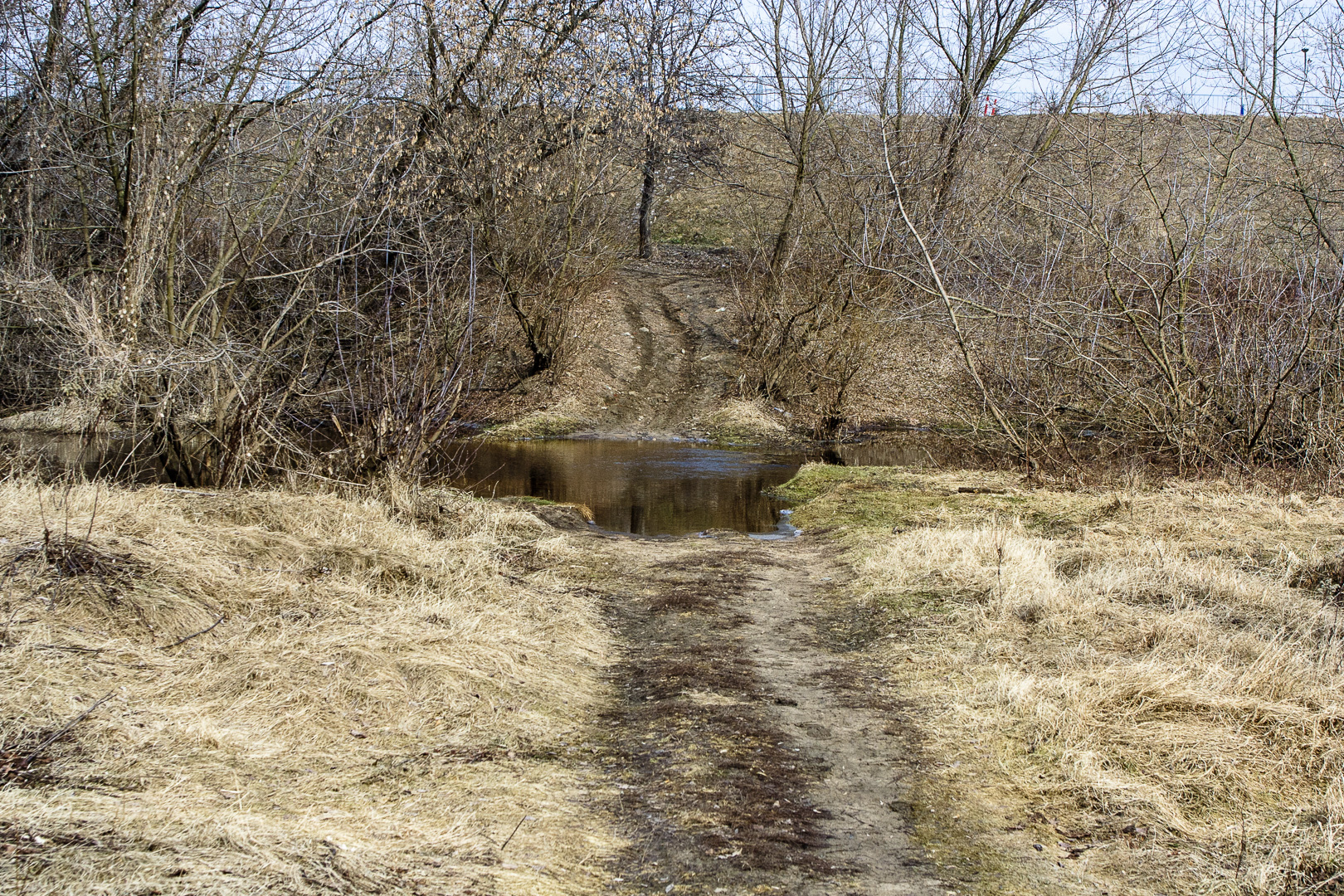
Kępa Wieloryb, dalej Stara Wisła i wał przy ul. Wał Miedzeszyński.

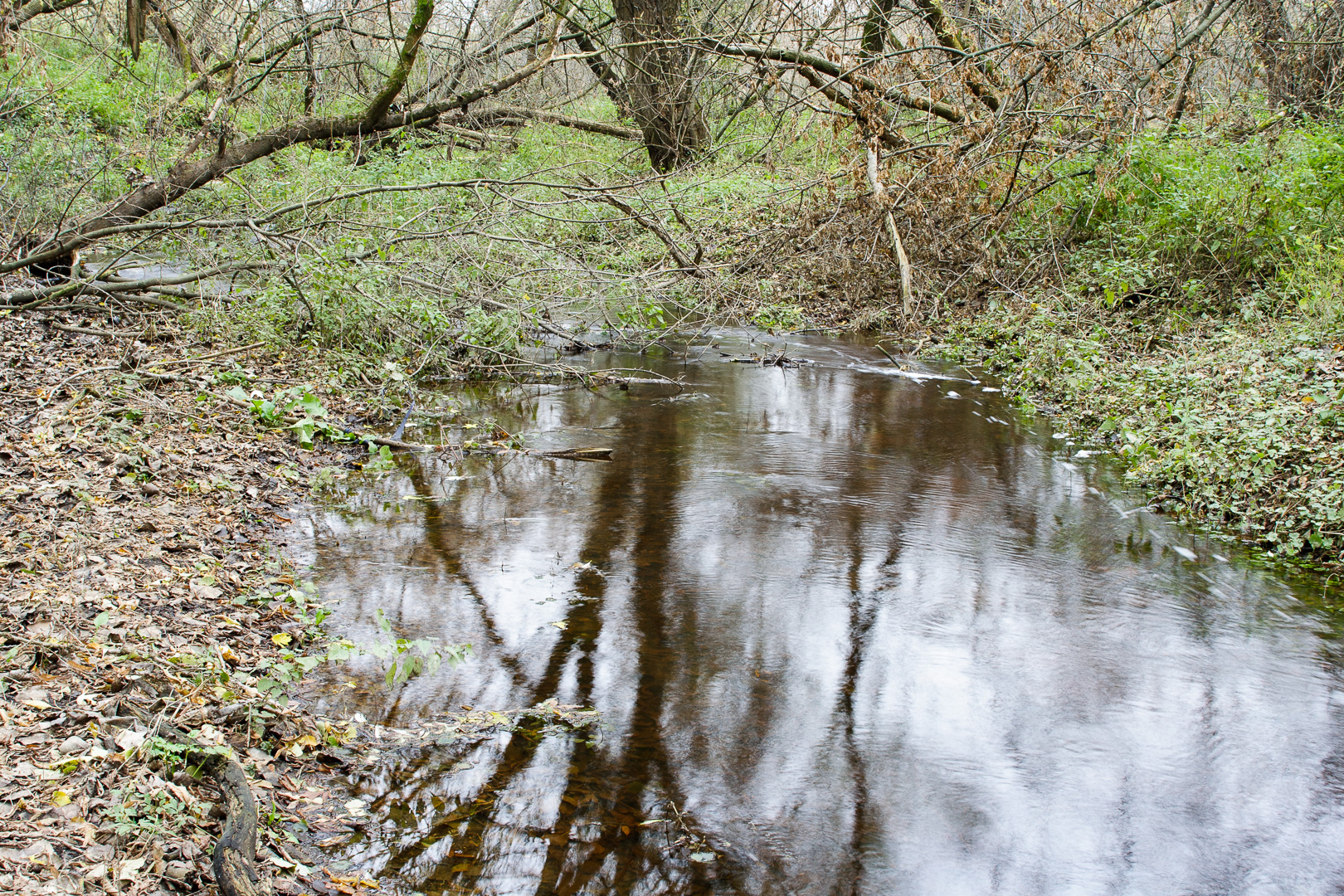
Stara Wisła niedaleko ujścia, Kępa Wieloryb na prawo.

Stara Wisła – łacha wiślana w prawobrzeżnej warszawskiej dzielnicy Wawer w międzywalu Wisły w pobliżu osiedli Las, Zbytki i Kuligów. 
To stare koryto zarówno źródło jak i ujście ma w Wiśle. Początek znajduje się na wys. ul. Skalnicowej, koniec na wys. ul. Kadetów. Jego długość wynosi około 4,3 km (ok. 3 km).

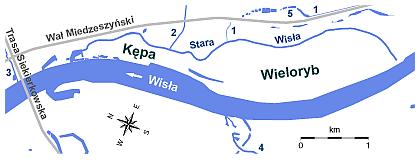
Stara Wisła i Kępa Wieloryb – schematyczna mapka. Dodatkowe oznaczenia: 1 - Rów Miedzeszyński, 2 - Kanał Nowe Ujście, 3 - Kanał Nowa Ulga, 4 - Wilanówka, 5 - Łacha Kuligowska.

Podczas wysokich stanów Wisły jest zasilana jej wodami. Tworzących je kilka odcinków wysychających starorzeczy odcina od brzegu Wisły Kępę Wieloryb.
Brzeg od strony kępy jest wysoki (2-4 m), prawy niski, nieco dalej znajduje się ok. 5 m przeciwpowodziowy wał Miedzeszyński.
Do łachy uchodzą:
- Rów Miedzeszyński[3][4], na wysokości osiedla Zbytki[3][5][c]
- Kanał Nowe Ujście[2][3][4], również na wysokości osiedla Zbytki[5]

Stara Wisła położona jest na obszarze specjalnej ochrony ptaków (OSO) Natura 2000 „Dolina Środkowej Wisły” (PLB140004) oraz Warszawskiego Obszaru Chronionego Krajobrazu (Dz. Urz. Woj. Maz. Nr 42/14.02.2007 r., poz. 870), w znacznej części na jego granicy.
Nazwą „Stara Wisła” określa się też znajdujące się w rejonie Lisów po drugiej stronie Wisły dawne zakole Wilanówki o promieniu ok. 1 km.
Na planie Wisły ukazującym stan jej koryta w 1892 roku czyli kilka lat po rozpoczęciu regulacji rzeki, odnoga Wisły odpowiadająca współczesnej Starej Wiśle łączy się z Wisłą dodatkowo w trzecim miejscu, pośrodku, rozbijając obecną Kępę Wieloryb na dwie wyspy, z których północna podpisana jest nazwą „Wyspa bezimienna”. Jednak na rosyjskiej mapie Wisły z lat 1875-77 jest tam naniesiona tylko pojedyncza, wydłużona wyspa, a pomiędzy nią i prawym brzegiem Wisły kilka mniejszych wysepek.